# Pużyce
Pużyce (kaszb. Pużëcé) – wieś kaszubska w Polsce, położona w województwie pomorskim, w powiecie wejherowskim, w gminie Łęczyce, w kompleksie Lasów Lęborskich.
| SIMC    | Nazwa        | Rodzaj  |
| ------- | ------------ | ------- |
| 0167355 | Pużycki Młyn | kolonia |

Według danych na dzień 23 października 2019 roku wieś zamieszkuje 91 mieszkańców. Sołectwo zajmuje powierzchnię 509 ha.
W latach 1975–1998 miejscowość administracyjnie należała do województwa gdańskiego.

## Historia
Wieś leży na terenie historycznej ziemi lęborskiej, z którą dzieliła dosyć zmienne koleje losu. W XIII w. znajdowała się w granicach efemerycznego księstwa białogardzkiego, zarządzanego przez księcia Racibora (zm. 1272), młodszego brata księcia gdańskiego Świętopełka II (zm. 1266), następnie przeszła pod bezpośrednie władanie syna Świętopełka - Mściwoja II (zm. 1294). Bo bezpotomnej śmierci Mściwoja II wraz z całym Pomorzem Gdańskim została przyłączona do Wielkopolski, a po śmierci króla Przemysła II (1296) podlegała kolejnym władcom krakowskim: Władysławowi Łokietkowi (1296-1300) i królowi czeskiemu i polskiemu Wacławowi II (1300-1305). Po śmierci Wacława II i jego syna Wacława III (1306) znalazła się ponownie pod panowaniem księcia Władysława Łokietka, który utracił ją wraz z całym Pomorzem Gdańskim na rzecz Krzyżaków w latach 1308-1309. Po wojnie trzynastoletniej (1454-1466) nie wróciła bezpośrednio do Polski, tylko jako lenno znajdowała się pod zarządem książąt zachodniopomorskich z dynastii Gryfitów, która wymarła w 1637 r. W latach 1637–57 ponownie należała bezpośrednio do Polski, jednak w okresie II wojny północnej (tzw. potopu) została przekazana w lenno margrabiom brandenburskim. Po I rozbiorze Polski (1772) została bezpośrednio przyłączona do brandenburskiej prowincji pomorskiej, od 1870 r. należała do zjednoczonej Rzeszy Niemieckiej, po 1918 r. do Republiki Weimarskiej i III Rzeszy, a po II wojnie światowej jeszcze raz wróciła do Polski. Jeśli przyjmiemy za umowny początek historii Brzeźna rok 1200, to można wyliczyć, że w ciągu ok. 800 lat swojej historii (do 2000 r.) przez 67 lat (1227-1294) należała do księstwa wschodniopomorskiego, przez 146 lat (1308-1454) do państwa krzyżackiego, przez 173 lata (1772-1945) do Królestwa Pruskiego, II Rzeszy, Republiki Weimarskiej i III Rzeszy, a przez 414 lat do Polski, jednak w tym czasie przez 298 lat (1454-1637, 1657-1772) była lennem polskim w rękach książąt zachodniopomorskich, a później elektorów brandenburskich.
Przywilej lokacyjny dla wsi Pużyce został wystawiony przez komtura gdańskiego Schwedera von Pellanta na zamku w Lęborku w dniu 6 lipca 1356 r., a świadkami tej czynności prawnej było trzech braci zakonnych z otoczenia komtura oraz trzech rycerzy świeckich miejscowego pochodzenia: Jan z Dortmundu – kapelan komtura, Henryk von Munden – mistrz rybicki z Pucka, Eberhard von Virmynne – brat z konwentu gdańskiego, Jaśko Swynoschicz, Stefan Kunostowicz oraz Maciej z Malczyc. Odbiorcami przywileju byli Dobrosz i Kirstyn (Dobrosch unde Kirstanyn), którzy jako tzw. zasadźcy mieli doprowadzić do zasiedlenia przyznanych Pużycom 50 włók (1 włóka = ok. 16,8 ha) ziemi na prawie niemieckim, w jego wersji chełmińskiej. W zamian za to mieli oni wspólnie sprawować urząd dziedzicznego sołtysa, któremu przysługiwała 1/10 areału wsi, tj. 5 włók ziemi zwolnionych z podatku, a także ⅓ kar pieniężnych od wyroków prawa niemieckiego, przy czym wyraźnie podkreślono, że nie dotyczy to „naszych polskich ludzi” (unser polenschen leute), nad którymi sądownictwo zastrzeżone zostało dla urzędników zakonnych. Krzyżacy zatrzymali również dla siebie prawo stawiania młynów i karczem w granicach wsi. Z woli komtura nowi osadnicy otrzymali trzy lata wolnizny, czyli zwolnienia z wszelkich podatków i powinności, liczone od święta Matki Bożej Gromnicznej, czyli 2 lutego 1356 r. Po upływie wolnizny mieszkańcy wsi byli zobowiązani do płacenia każdego roku na święto Matki Bożej Gromnicznej po jednym skojcu zwykłej monety i dwie kury czynszu. Ponadto mieli być również zobligowani do posługi przewozu, zwanej po słowiańsku „przewód” (provot). Jeśli chodzi o zobowiązania wobec Kościoła, to mamy tutaj wzmiankę o standardowej dziesięcinie biskupiej w postaci pół wiardunka monety od każdej włóki czynszowej na św. Marcina, czyli 11 listopada. Oprócz dziesięciny biskupiej chłopi z Pużyc zostali również zobowiązani do dziesięciny na rzecz parafii, która miała być uiszczana od wszystkich włók, czyli także przez sołtysów, i to w naturze, czyli w postaci tzw. zboża mszalnego (messekorn), zwanego popularnie mesznem, w wysokości jednego szefla (korca chełmińskiego, ok. 55 l) żyta i jednego szefla owsa od włóki rocznie.

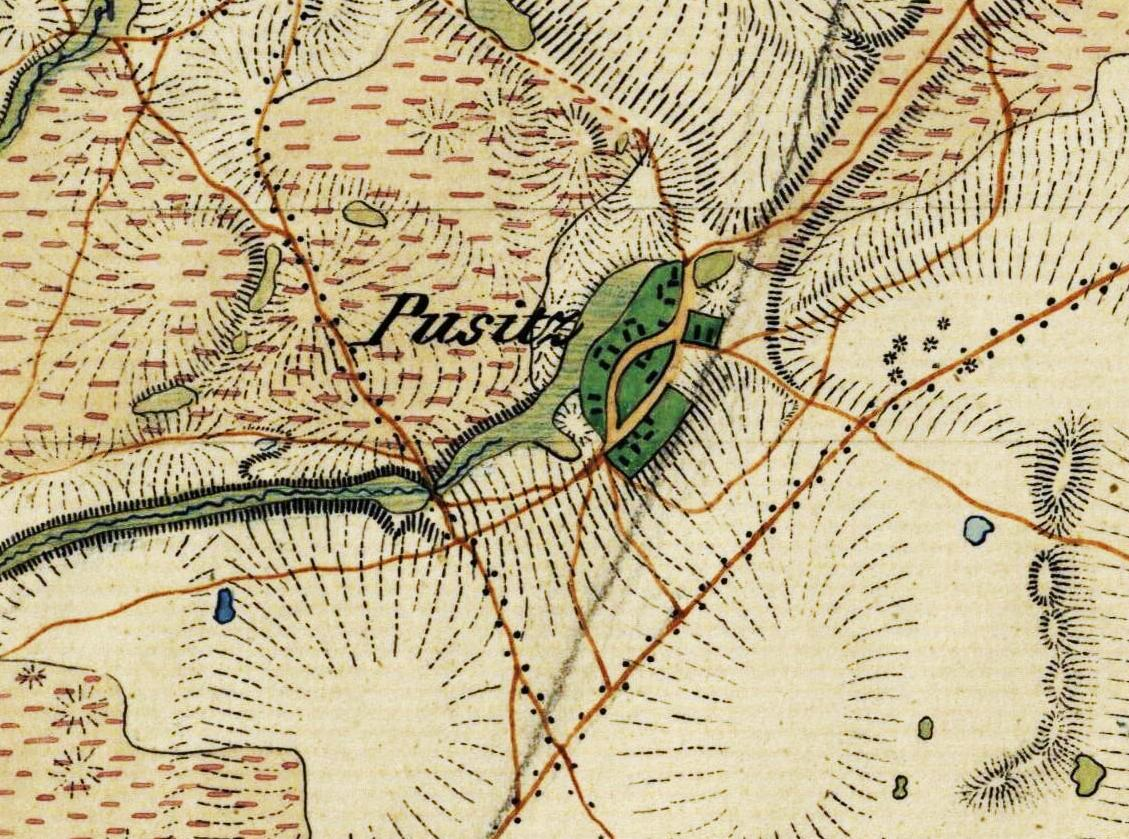
Pużyce na mapie topograficznej z 1 poł. XIX w. (ze zbiorów Archiwum Państwowego w Gdańsku). Stan przedstawiony na mapie w ogólnych zarysach niewiele odbiega od sytuacji z okresu nowożytnego (XVI-XVIII w.).

Według wizytacji książęcej z 1560 r. we wsi Pużyce było wówczas tylko 4 pełnorolnych gospodarzy, 2 zagrodników (którzy dysponowali jedynie ogrodami i utrzymywali się z pracy najemnej na miejscowym folwarku) oraz młynarz w Pużyckim Młynie. Kmiecie posiadali z reguły po jednym radle ziemi (ok. 35 ha), wyjątkowo półtora, od których musieli płacić po 1 marce, 10 szylingów i 2 kury czynszu. Wizytatorzy dokonali skrupulatnego spisu należącego do nich inwentarza żywego, z którego wynika, że we wszystkich gospodarstwach, poza zagrodniczymi (tylko drugi zagrodnik miał 2 krowy, 2 świnie i 3 kozy), było razem 35 koni (średnio 7 na gospodarstwo), 53 sztuk bydła (średnio 9), 62 świń (średnio 10), 22 owce (tylko u 2 gospodarzy), 31 kóz (w tym jeden kozioł, średnio 8) oraz 49 barci lub uli (w tym 39 współdzielonych, średnio 6). W wizytacji podano również imiona i nazwiska poszczególnych mieszkańców, z których wynika, że przynajmniej część z nich miała rodzime, kaszubskie pochodzenie (imiona mają charakter ogólnochrześcijański): Wojtek Supla, Wawrzyniec Katze, Jakub Nallesonne, Wawrzyniec Tribbula, Maciej Trome - zagrodnik, Wawrzyniec Gliue - zagrodnik, oraz młynarz Piotr Zencker.